# Kollektivtrafik i Uppsala län
Kollektivtrafik i Uppsala län bedrivs av UL, Mälartåg, SJ AB, med flera.

## Regionbussar
Regionbussar är den busstrafik som trafikerar mellan orter och på landsbygden i Uppsala län och i viss utsträckning även orter i angränsande län. Många av linjerna trafikerar Uppsala centralstation. I augusti 2025 Finns det 90 Regions- Express- och Sjukreselinjer. Trafiken upphandlas av UL.
| Linje | Sträckning                                                           |
| ----- | -------------------------------------------------------------------- |
| 100   | Björklinge–Lövstalöt–Uppsala C–Ultuna                                |
| 101   | Knivsta–Vassunda–Uppsala C                                           |
| 102   | Knivsta–västra Alsike–Danmark–Uppsala C                              |

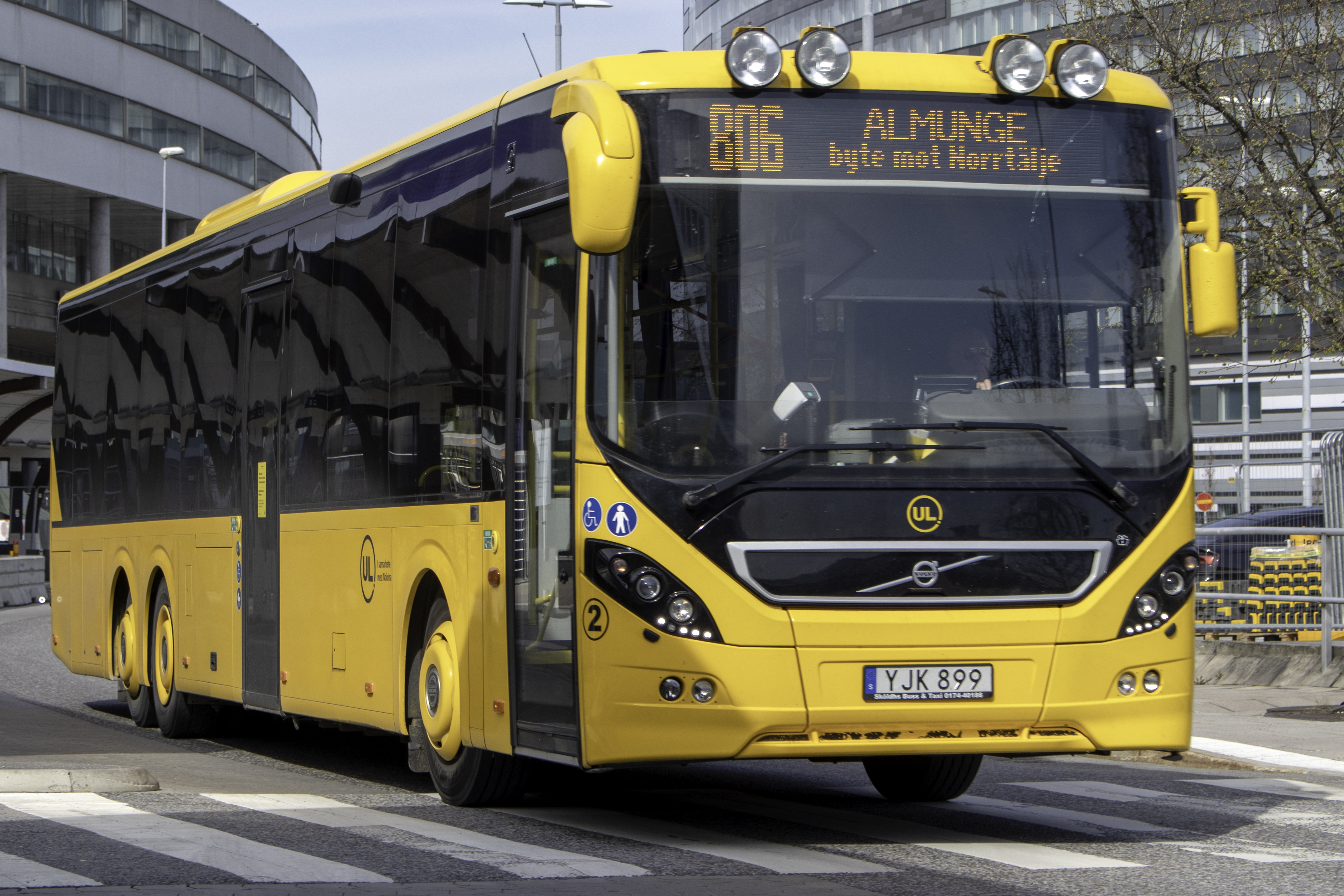
UL regionbuss.

| 103   | Husby–Burunge–Viksta–(Kilarna)–(Björklinge)–Ärentuna–Uppsala C       |
| 104   | (Danviksgården)–(Hammarby)–Långåker–Skuttunge–Bälinge–Ulva–Uppsala C |
| 105   | Åkerlänna–Oxsätra–(Blackstalund)–Bälinge–(Uppsala C)                 |
| 106   | Jumkil–Fiby–Börje–Husbyborg–Uppsala C                                |
| 107   | Vreta–Lurbro–Uppsala C                                               |
| 108   | Uppsala C–Dalby–Vik–Balingsta–Ramstalund–(Uppsala C)                 |
| 109   | Uppsala C–Vänge–Åland–Skogstibble–Hagby k:a–Vänge–Uppsala C          |
| 110   | Storvreta Centrum–Gamla Uppsala–Uppsala C                            |
| 111   | Bälinge–Lövstalöt–Uppsala C                                          |
| 115   | Östra Storvreta–Gamla Uppsala–Uppsala C                              |
| 116   | Stavby–Rasbokil–Gåvsta–(Uppsala C)                                   |
| 117   | (Husby)–(Viksta)–Vansta–Vattholma–(Storvreta)                        |
| 118   | Uppsala C–Lindbacken–Vallby–Gåvsta                                   |
| 119   | Uppsala C–Skölsta–Uppsala C                                          |
| 125   | Alunda–Tuna socken–Österedinge–Gåvsta                                |
| 183   | Sigtuna–Vassunda–Knivsta                                             |
| 186   | Knivsta–Östuna–Lagga–(Uppsala C)                                     |
| 188   | Sigtuna–Uppsala C                                                    |
| 221   | Ön–Lillkyrka–Vallby–Enköping                                         |
| 223   | Enköping–Grillby–Skolsta                                             |
| 225   | (Heby)–Fjärdhundra–Enköping                                          |
| 226   | Haga–Enköping                                                        |
| 310   | Bålsta–Krägga                                                        |
| 311   | Bålsta–Söderskogen–Skokloster–Lugnet–Bålsta                          |
| 501   | Älvkarleby–Skutskär–Furuvik–Gävle                                    |
| 502   | Skutskär–(Älvkarleby)–Älvkarleö–(Älvkarleby)–Skutskär                |
| 503   | Älvkarleby–Gårdskär                                                  |
| 504   | Skutskär–(Älvkarleby–Gårdskär–Långsand–Skutskär                      |
| 510   | Tierp–Skärplinge–Karlholmsbruk–Älvkarleby–(Skutskär)–(Gävle)         |
| 511   | Skärplinge–Karlholmsbruk–Västland–Tierp                              |
| 513   | Östervåla–Hindersbo–Månkarbo–Tierp                                   |
| 514   | Örbyhus–Vendel–Björklinge–Uppsala C                                  |
| 515   | Skärplinge–Vavd–Hållnäs–Fagerviken–Skärplinge                        |
| 516   | Tierp–Söderfors                                                      |
| 517   | Örbyhus–Tobo–Tierp                                                   |
| 518   | Tierp–Marma–Älvkarleby–Skutskär                                      |
| 524   | Skärplinge–Hillebola–Örbyhus                                         |
| 579   | Bålsta–Sigtuna–Märsta–Arlanda                                        |
| 593   | Nattbuss Uppsala C–Knivsta–Arlanda–Stockholm C                       |
| 677   | Norrtälje–Rimbo–Uppsala C                                            |
| 801   | Uppsala C–Knivsta/Ar–Arlanda                                         |
| 803   | Enköping–Skolsta–Bålsta                                              |
| 804   | Enköping–Örsundsbro–Uppsala C                                        |
| 805   | Hallstavik–Rasbo–Uppsala C                                           |
| 806   | Almunge–Långhundra–Herresta–Arlanda                                  |
| 808   | Norrtälje–Galltorp–Edsbro–Smara–Knutby                               |
| 809   | Knutby–Almunge–Länna–Gunsta–Uppsala C                                |
| 810   | Fjällnora–Uppsala                                                    |
| 811   | Öregrund–Östhammar–Gimo–Alunda–Uppsala                               |
| 817   | Gimo–Österbybruk–Örbyhus                                             |
| 821   | Tierp–Månkarbo–Uppsala                                               |
| 823   | Österbybruk–Skyttorp–Vattholma–Uppsala                               |
| 826   | Forsmark–Österbybruk                                                 |
| 832   | Skutskär–Skärplinge–Forsmark                                         |
| 835   | Östhammar–Forsmark–Skärplinge–Tierp                                  |
| 844   | Östervåla–Harbo–Uppsala                                              |
| 848   | Sala–Heby–Vänge–Uppsala                                              |
| 851   | Forsmark–Valö–Gimo                                                   |
| 852   | Raggarön–Långalma–Östhammar                                          |
| 853   | Östhammar–Södra Gräsö                                                |
| 854   | Östhammar–Norra Gräsö                                                |
| 855   | Öregrund–Forsmark                                                    |
| 856   | Tuskö–Långalma–Sund–Öregrund                                         |
| 857   | Östhammar–Hargshamn–Hallstavik                                       |
| 858   | Alunda–Gimo–Forsmark                                                 |
| 859   | Östhammar–Forsmark                                                   |
| 860   | Östhammar–Forsmark                                                   |
| 865   | Östervåla–Tärnsjö–Heby                                               |
| 867   | Östervåla–Tärnsjö–Huddunge–Heby                                      |
| 874   | Västerås–Hummelsta–Enköping                                          |
| 876   | Strängnäs–Enlöping                                                   |
| 880   | Uppsala–Flygskolan–Arlanda                                           |
| 886   | Alunda–Lejsta–Uppsala                                                |
| 895   | Bålsta–Örsundsbro–Uppsala                                            |
| 952   | Tierp Station–Atlas Copco                                            |
| 963   | Insatsbuss Gävle–Uppsala                                             |
| 964   | Insatsbuss Skutskär–Tierp–Uppsala                                    |
| 965   | Insatsbuss Gävle–Tierp–Örbyhus–Uppsala                               |
| 982   | Sjukresebuss Enköping–Örsundsbro–Ramstalund–Uppsala                  |
| 984   | Sjukresebuss Öregrund–Östhammar–Gimo–Alunda–Uppsala                  |
| 986   | Sjukresebuss Skutskär–Älvkarleby–Tierp–Månkarbo–Uppsala              |
| 988   | Sjukresebuss Bålsta–Knivsta–Uppsala                                  |
| 992   | Ersättningsbuss Märsta/Arlanda C–Uppsala                             |
| 994   | Ersättningsbuss Sala–Heby–Morgongåva–Uppsala                         |
| 998   | Ersättningsbuss Uppsala–Tierp–Gävle                                  |

### Expressbussar
UL bedriver också ett par expresslinjer i deras område, Dessa linjer åker normalt till huvudorter i kommuner till Uppsala, såvida det inte är tåg imellan.
Ett par av dessa linjer (750-bussarna) är expresslinjer till forsmark.
| Linje | Sträckning                                                      |
| ----- | --------------------------------------------------------------- |
| 751   | Forsmarksexpress Forsmark – Gimo – Uppsala C – Sunnersta        |
| 752   | Forsmarksexpress Forsmark – Österbybruk – Stenhagen             |
| 753   | Forsmarksexpress Forsmark – Skutskär – Gävle                    |
| 772   | Expressbuss Uppsala C – Östervåla                               |
| 773   | Expressbuss Uppsala C – Örsundsbro – Västerås                   |
| 774   | Expressbuss Uppsala C – Örsundsbro – Enköping                   |
| 775   | Expressbuss Uppsala C – Gimo – Östhammar – Öregrund (Sommartid) |
| 896   | Expressbuss Uppsala C – Bålsta                                  |

## Skolbusslinjer
All skolbusstrafik är upphandlad av Mohlins Bussar.
Skolbussar finns i alla kommuner, förutom i Älvkarleby, Heby och Bålsta kommuner.

### Expresskolbusslinjer
En expresskolbusslinje eller verksamhetslinje är en skolbuss med den enda skillnaden är att den är en express, det vill säga, den har få hållplatser, helst bara vid skolor. Alla expresskolbussar har en nia som slutnummer. Bussarna visas inte i UL:s officiella app. Exempel på en sådan buss är 159, som har fyra hållplatser: Funbo skolslinga, Länna skola, Almunge skola, Knutby skola.
Det finns för nuvarande inga expresskolbusslinjer som kan åkas med vanlig biljett, eftersom den är en verksamhetslinje.
| Linje | Sträckning                                                                 | Antal hållplatser |
| ----- | -------------------------------------------------------------------------- | ----------------- |
| 129   | Gåvsta-Tuna                                                                | 3                 |
| 138   | Järlåsa - Stenhagen - Ramsta                                               | 5                 |
| 159   | Knutby - Funbo (Danmark - Nåntuna)                                         | 4 (3)             |
| 169   | Björklinge- Skuttunge (Storvreta - Skyttorp) 《Vänge - Börje - Stenhagen》 | 2 (3) 《4》       |
| 179   | Knivsta - Lagga - Långhundra                                               | 5                 |
| 239   | Enköping - mesta orter med skola i Enköping kn.                            | 12                |
| 459   | Öregrund - Östhammar                                                       | 2                 |
| 538   | Tierp (- Meheby (- Söderfors (- Månkarbo (Örbyhus - Vendel)                | 6 (2)             |

### Regionsskolbussar
En regionsskolbuss är en skolbuss med undantag att alla kan åka den så länge som man har en giltig biljett. Linjerna har också Vanliga hållplatsskyltar, hellre än Skolskjuts-hållplatsskyltar. augusti 2025 finns det 13 Regionsskolbusslinjer.
| Linje | Sträckning               |
| ----- | ------------------------ |
| 134   | Järlåsa–Ribbingebäck     |
| 139   | Järlåsa–Molnebo          |
| 146   | Stensunda–Knutby–Almunge |
| 147   | Knutby–Faringe–Almunge   |
| 224   | Enköping–Torstuna–Stubbo |
| 412   | Alunda–Ekebyby–Mångsta   |
| 413   | Alunda–Stensunda–Ekebyby |
| 418   | Alunda–Vasängen          |
| 419   | Ramhäll–Alunda           |
| 420   | skoby–Alunda             |
| 426   | Österbybruk–Film–Gräsbo  |
| 427   | Österbybruk–Myra         |
| 428   | Österbybruk–Morkala      |

## Stadsbussar och tätortsbussar
All stads- och tätortstrafik i Uppsala län körs på uppdrag av UL. I augusti 2025 Finns det 27 Stads- och tätortslinjer.

### Uppsala

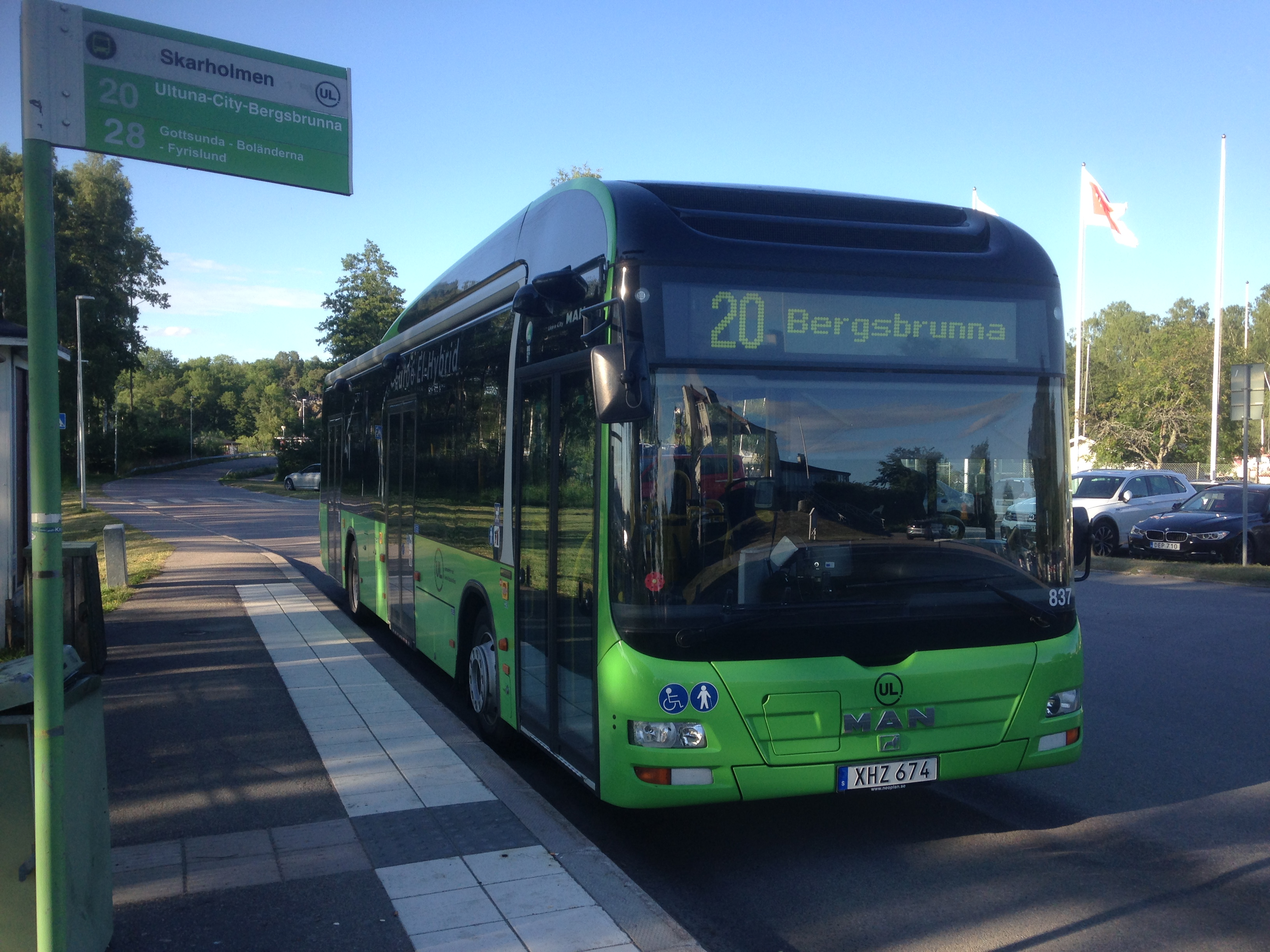
En MAN-buss från 2015 från Gamla Uppsala Buss med UB09-lack som kör för Uppsalabuss på den numera nedlagda linje 20.

Stadsbussarna i Uppsala körs av Gamla Uppsala Buss.
| Linje | Sträckning                                                                   |
| ----- | ---------------------------------------------------------------------------- |
| 1     | Gränbystaden–Nyby–Fyrishov–Stabby–Fyrislund–Årsta–Gränbystaden               |
| 2     | Gamla Uppsala–Heidenstams torg–City–Eriksberg–Håga                           |
| 3     | Nyby–City–Akademiska sjh–Östra Gottsunda                                     |
| 4     | Norra Årsta–Gränbystaden–City–Akademiska sjh–Ulleråker–Ultuna–Gottsunda      |
| 5     | Stenhagen–City–Sävja                                                         |
| 6     | Slavsta–City–Kungsgärdet–Flogsta                                             |
| 7     | Fyrislund–Årsta–City–Norby–Valsätra–Gottsunda                                |
| 8     | Ärna–Tunabackar–City–Akademiska sjh–Sunnersta                                |
| 9     | Bergsbrunna–Nåntuna–Vilan–City–Stabby–Luthagen                               |
| 10    | Librobäck–City–Boländerna–Coop/IKEA–(Nåntuna)                                |
| 11    | Fyrislund–City–Akademiska sjh–Vårdsätra–Sunnersta–Gottsunda                  |
| 12    | Stenhagen–Flogsta–Eriksberg–Polacksbacken–Ulleråker–Ultuna                   |
| 13    | Södra Årsta–Brantingstorget–Gränbystaden–City–Akademiska sjh–Ekeby–Eriksberg |
| 14    | Nåntuna–Vilan–Sävja–Gottsunda                                                |
| 82    | SKOLBUSS Kungsängen–Almtuna–Sala backe                                       |

### Enköping
Stadsbussarna i Enköping körs av Keolis.
| Linje | Sträckning                                                   |
| ----- | ------------------------------------------------------------ |
| 21    | Fagerudd–Centrum–Station–Bergvreten–Gånsta–Pepparotsbadet    |
| 22    | Myran–Romberga–Station–Korsängen–Centrum–Lasarettet–Gröngarn |
| 23    | Varggatan–Åkersberg–Station–Enögla–Galgvreten–Centrum        |

### Bålsta
Tätortstrafiken i Bålsta körs av Keolis.
| Linje | Sträckning                            |
| ----- | ------------------------------------- |
| 31    | Skörby–Stationen–Kalmarsand           |
| 32    | Hagviken–Futurum–Stationen            |
| 33    | Viby äng–Aronsborg–Stationen          |
| 34    | Logistik Bålsta–Kyrkcentrum–Stationen |

### Knivsta
Tätortstrafiken i Knivsta körs av Mohlins Bussar.
| Linje | Sträckning                                                                            |
| ----- | ------------------------------------------------------------------------------------- |
| 180   | (Ringlinje högervarv) Knivsta station–Västra Alsike–Östra Alsike–Ar–Knivsta station   |
| 181   | (Ringlinje vänstervarv) Knivsta station–Ar–Östra Alsike–Västra Alsike–Knivsta station |

### Tierp
Regionalinjen 952 kan räknas som en tätortsbuss, eftersom den inte lämnar Tierp tätort. Linjen körs av Keolis.
| Linje | Sträckning                        |
| ----- | --------------------------------- |
| 952   | Tierp Station–Atlas Copco–Samhall |

## UL:s biljetter och taxa
Priset för biljetter till stadsbussarna, regionbussarna och Mälartåg inom Uppsala län bestäms av Trafik- och samhällsutvecklingsnämnden vid Region Uppsala under varumärket UL. Hälften av finansieringen för kollektivtrafiken kommer av biljettintäkter, och hälften via skattefinansiering.
Sedan hösten 2013 är biljettsystemet gemensamt för alla UL:s trafikslag.
Biljettsystemet, som i framtiden är tänkt att användas av alla grannlän utom Stockholms län, kallas BIMS.

### Biljettzoner
Från 1 april 2014 har UL ett enzonsystem för periodkorten. De gäller på all UL-trafik samt på Mälartåg inom Uppsala län (och några utanför). För enkelbiljetter införde en indelning i fem zoner. Från och med 22 januari 2024 ska zonerna tas bort och ett ny prismodell införs, som likna sig med SL:s nuvarande prismodell.

## Tidigare spårväg
Uppsala var under ett knappt halvsekel en av tolv spårvägsstäder i Sverige. Innerstadsspårvägen invigdes den 11 september 1906 och utbyggdes efter hand fram till 1925. Den 8 augusti 1928 öppnades Sveriges första snabbspårväg ner till Graneberg vid Mälaren, under ledning av spårvägsdirektör Hilding Ångström.
Stadsspårvägens vagnar var gräddvita upptill och blå nedtill. Mälarlinjens vagnar var gräddvita med bruna detaljer.
Vid en brand i vagnhallen vid Dalgatan midsommarafton 1945 förstördes stora delar av vagnparken. Spårvägen hade enkelspårsdrift, vilket med tiden kom att bli allt mer opraktiskt när biltrafiken tilltog efter kriget. Detta var faktorer som vägdes in, när staden beslutade om spårvägens nedläggning. Linjerna lades ner successivt från 1945, med Mälarlinjen som den sista den 12 oktober 1953.

## Spårvägsplaner
Planen att bygga en spårväg har godkänts. Den ska bli 17 kilometer lång med 22 stationer och ska ha två linjer som båda slutar på den nya planerade pendeltågstationen med arbetsnamn Uppsala södra även känd som Bergsbrunna (där depån ska vara). Spårvägen beräknas kosta omkring 8-10 miljarder kronor och ska vara i drift 2029.

### Planerade spårvägslinjer
Linjerna ska gå sträckan Uppsala C–Gottsunda–Bergsbrunna och Uppsala C–Ulleråker–Ultuna–Bergsbrunna. De följer i princip busslinjerna 3:an och 4:ans rutt från Uppsala C. Restiden från Uppsala C till Uppsala Södra beräknas bli 29–31 minuter.

### Spårtaxi
Den sydkoreanska stålkoncernen Posco, som tillverkar 
spårtaxifordon under varumärket Vectus, hade en provbana i Uppsala i närheten av BMC mellan 2006 och 2013. 

## Tåg
SL, Mälartåg och SJ bedriver tågtrafik i Uppsala län.
- SL kör pendeltåg Uppsala–Arlanda–Stockholm–Södertälje (linje 40) och Bålsta-Stockholm-Nynäshamn (linje 43)
- Mälartåg kör regionaltåg Uppsala–Gävle, Uppsala–Sala–Västerås och Uppsala–Arlanda/Märsta–Stockholm
- SJ kör fjärrtåg på Ostkustbanan Stockholm–Uppsala–Gävle, Stockholm–Uppsala–Dalarna och Stockholm-Bålsta-Enköping-Västerås.

## Båttrafik
Förut så drev UL också Båttrafik, men har lagt ner eftersom för många har egen båt.

### Gräsöfärjan
Gräsöfärjan är den enda båtlinje som finns kvar i ULs regi.
Färjan är den färja som förbinder gräsö med fastlandet, i rusningstrafik kan två färjor förekomma hellre än en.